# Sloan (Nevada)
Sloan é uma comunidade não incorporada no condado de Clark, estado do Nevada, nos Estados Unidos. 
Possui petróglifos bem conservados e vários caminhos pedestres que permitem aos visitantes fotografarem os petróglifos. Fica localizada a sul de Las Vegas na  Interstate 15.

## Cultura popular
Sloan surge no jogo eletrônico de 2010  Fallout: New Vegas, onde ela ocupada por mineiros que são estavam a ser ameaçados por um colónia de lagartos mutantes conhecidos como "Deathclaws".